# Высокое (Можайский район)
Высокое — деревня в Можайском районе Московской области, в составе сельского поселения Замошинское. Численность постоянного населения по Всероссийской переписи 2010 года — 27 человек. До 2006 года Высокое входило в состав Замошинского сельского округа.
Деревня расположена на западе района, примерно в 11 км к юго-востоку от Уваровки, у истоков безымянного левого притока реки Протва, высота над уровнем моря 230 м. Ближайшие населённые пункты — Рябинки на юго-западе, Захаровка на северо-западе и Нововасильевское на севере.